# U–4 (második világháborús tengeralattjáró)
Az U–4-es német tengeralattjárót 1935. július 31-én bocsátották vízre Kielben. Pályafutása során négy hajót – összesen 6223 tonna – süllyesztett el. A búvárhajót 1944. július 31-én kivonták a hadrendből, és alkatrészforrásként hasznosították.

## Története
A második világháborúban négy járőrszolgálatot teljesített, előtte és utána iskolahajóként tevékenykedett. 1939. szeptember 23-án két finn teherhajót küldött a tenger fenekére, két nappal később pedig elsüllyesztett egy svéd hajót. Április 10-én megsemmisítette a HMS Thistle (N 24) brit tengeralattjárót.
1944. július 31-én leszerelték a tengeralattjárót, és alkatrészforrásként használták Gotenhafenben. 1945 elején a hajótestet Stolpmündébe vontatták, ahol 1945. március 9-én a Vörös Hadsereg kezébe került. A háromhatalmi haditengerészeti bizottság vizsgálata után, 1945. augusztus 28-án elsüllyesztették. A lengyel hatóságok 1950-ben kiemelték, és a következő évben feldarabolták.

## Kapitányok
| Név                          | Kezdőnap             | Zárónap              |
| ---------------------------- | -------------------- | -------------------- |
| Hannes Weingaertner          | 1935. augusztus 17.  | 1937. szeptember 29. |
| Hans-Wilhelm von Dresky      | 1937. szeptember 30. | 1938. október 28.    |
| Harro von Klot-Heydenfeldt   | 1938. október 29.    | 1940. január 16.     |
| Hans-Peter Hinsch            | 1940. január 17.     | 1940. június 7.      |
| Heinz-Otto Schultze          | 1940. június 8.      | 1940. július 28.     |
| Hans-Jürgen Zetzsche         | 1940. július 29.     | 1941. február 2.     |
| Hinrich-Oscar Bernbeck       | 1941. február 3.     | 1941. december 8.    |
| Wolfgang Leimkühler          | 1941. december 9.    | 1942. június 15.     |
| Friedrich-Wilhelm Marienfeld | 1942. június 16.     | 1943. január 23.     |
| Joachim Düppe                | 1943. január 24.     | 1943. május 31.      |
| Paul Sander                  | 1943. június 1.      | 1943. augusztus 22.  |
| Herbert Mumm                 | 1943. augusztus 23.  | 1944. május          |
| Hubert Rieger                | 1944. május          | 1944. július 9.      |

## Őrjáratok
| Indulás       | Indulónap            | Érkezés       | Zárónap              |
| ------------- | -------------------- | ------------- | -------------------- |
| Wilhelmshaven | 1939. szeptember 4.  | Wilhelmshaven | 1939. szeptember 14. |
| Wilhelmshaven | 1939. szeptember 19. | Kiel          | 1939 szeptember 29.  |
| Kiel          | 1940. március 16.    | Wilhelmshaven | 1940. március 29.    |
| Wilhelmshaven | 1940. április 4.     | Wilhelmshaven | 1940. április 14.    |

## Elsüllyesztett hajók
| Dátum                | Hajó neve     | Nemzetisége        | Vízkiszorítás (brt) |
| -------------------- | ------------- | ------------------ | ------------------- |
| 1939. szeptember 22. | Martti-Ragnar | Finnország         | 2262                |
| 1939. szeptember 22. | Walma         | Finnország         | 1361                |
| 1939. szeptember 24. | Gertrud Bratt | Svédország         | 1510                |
| 1940. április 10.    | HMS Thistle*  | Egyesült Királyság | 1198                |

* Hadihajó